# ホンマでっか!?TV
『ホンマでっか!?TV』（ホンマでっか!?ティーヴィー、英称:HONMADEKKA!?TV）は、フジテレビ系列で2009年10月19日から放送されている情報トークバラエティ番組。2010年10月20日から、毎週水曜日 21:00 - 21:54（JST）に放送されている。ステレオ放送（2024年7月10日から）、文字多重放送、ハイビジョン制作を実施。番組名の前に「さんまの〜」が付けられて呼ばれることもある。
2009年10月19日から2010年9月13日までは、毎週月曜日 23:00 - 23:30（バラパラ枠、JST）で放送されていた。

## 概要
当番組は、不定期で放送されていた特別番組『さんま・福澤のホンマでっか!?ニュース』（司会：明石家さんま、福澤朗（フリーアナウンサー））のレギュラー放送版である。また、『あっぱれさんま大先生』から21年間放送された『あっぱれシリーズ』の後継番組でもある。当番組では、司会の明石家さんまと共に進行役を務めていた福澤朗に代わり、フリーアナウンサーの加藤綾子をレギュラー放送より起用していた。
番組開始当初からバラパラ枠内の毎週月曜日 23:00 - 23:30（JST）の30分番組にて放送。放送開始当初から深夜の時間帯にもかかわらず、常に10%台前半の安定した視聴率を獲得していた。そのため、2010年10月20日より毎週水曜21時台のゴールデンタイム・プライムタイムに移動して現在に至っている（ネット局と放送時間参照）。
2011年、日本民間放送連盟賞のテレビエンターテインメント番組部門において優秀賞を受賞した。
2011年1月5日に番組初の4時間半スペシャル『超ホンマでっか!?TV 新年早々大事件だSP』を放送。歴代視聴率最高となる19.8%の高視聴率を記録した（関東地区・ビデオリサーチ調べ）。さらに、同年7月23日には『FNS27時間テレビ めちゃ2デジッてるッ! 笑顔になれなきゃテレビじゃないじゃ〜ん!!』内で番組初の生放送が行われ、2012年7月21日から22日の『FNS27時間テレビ 笑っていいとも! 真夏の超団結特大号 徹夜で頑張っちゃってもいいかな?』、2013年8月3日から4日の『FNS27時間テレビ 女子力全開2013 乙女の笑顔が明日をつくる!!』、 及び2016年7月23日『FNS27時間テレビフェスティバル!』内で土曜夜の時間帯に生放送した。2014年1月1日は『ほこ×たて5時間30分SP』の後継で『ホンマでっか!?TV 新春4時間越え!冬の新番組豪華出演者大襲来SP』を19:00 - 23:10（4時間10分）に放送した。
2014年5月12日より公式ツイッターを開始。番組内容のお知らせ、評論家たちの素顔など「ホンマでっか!?」なつぶやきをツイートする。
ゴールデンタイムへ昇格した後しばらくは視聴率が毎回二桁を記録していたが、2012年3月14日に初めて一桁を記録した。
近年は、裏番組の『テレビ朝日水曜21時枠刑事ドラマ』（テレビ朝日）等に押され視聴率は苦戦しているが、『FNS27時間テレビ』内番組コーナー別の視聴率では2016年から2018年まで3年連続で10%を超え最も高い視聴率を記録している。
2022年4月6日放送分にて加藤が「帯番組の『Live News イット!』に専念したい」旨で降板し、同年4月13日放送分からは井上清華に進行を交代。井上はフジテレビで初のバラエティ番組の進行担当となった。
2024年7月10日放送分より番組開始以来変わることがなかった音声モードがモノラルからステレオに変更された。
なお、番組終了後のエンドロール後には「この番組に登場する情報・見解はあくまでも一説であり、その真偽を確定するものではありません。『ホンマでっか!?』という姿勢でお楽しみ頂けると幸いです。」という画面が流れている。

## 出演者

### MC
- 明石家さんま

### 進行
- 井上清華（フジテレビアナウンサー） 2022年4月13日 -現在
  - 2023年11月22・29日は体調不良で欠席したので、準レギュラーの島崎和歌子が代役を務め、磯野貴理子と共演した。

### レギュラー
- 小杉竜一・吉田敬（ブラックマヨネーズ）
- りんたろー。・兼近大樹（EXIT）2020年10月7日 - 現在[3]

### 準レギュラー
- 磯野貴理子
- 島崎和歌子

### 評論家軍団
その日のテーマに応じて下記の評論家や新人評論家が出演する。
- 池田清彦（科学→生物学）
- 武田邦彦（環境）
- 澤口俊之（脳科学）
- 毛内拡（脳神経科学）
- 植木理恵（心理）
- 尾池哲郎（美容化学）
- 岡田隆（骨格筋）
- おおたわ史絵（医療）
- 尾木直樹（教育）
- 門倉貴史（経済）
- 重太みゆき（印象）
- 梶本修身（疲労）
- 牛窪恵（マーケティング）
- 中野信子（認知科学）
- 谷本道哉（運動生物学）
- 杉浦義典（異常心理）
- 堀井亜生（法律）
- 和田由貴（節約）
- 竹林正樹（行動経済学）
- 桐村里紗（腸活）（ニオイ）

### 卒業した出演者
- 加藤綾子（フリーアナウンサー) 2009年10月19日 - 2022年4月6日[注 6]

- マツコ・デラックス　2009年10月19日 - 2020年9月16日

## 内容・コーナー
強烈なキャラクターを持つ頭脳・博識軍団（コメンテーター）らと当番組のメイン司会である明石家さんまとレギュラー出演者ほかに数名のゲストで構成がされているトーク・バラエティ番組である。番組のコンセプトは「世の中で国民が話題にしている物や噂のエピソードでホンマでっかなこと」を発信する。

### メインコーナー（レギュラートーク）
思わずさんまがよく口にする「ホンマでっか!?」というような常識を覆す裏話や秘話の数々の情報を、博識人や専門家（コメンテーター）らが独自の視点でエピソードを紹介する。
毎回、テーマに基づきコメンテーターは手元にある呼び鈴（チンベル）を鳴らして、司会のさんまや加藤アナウンサーから1名ずつ指名されて意見を述べるが、他のコメンテーターが話している間も呼び鈴が鳴さられ続けることがあり収拾がつかない事態に陥ることもある。ただ、東日本大震災直後の回ではそのような傾向は薄まり、コメンテーター同士が意見を補完するような形で発言を行っていた。

### ホンマでっか!?人生相談
芸能人のお悩み人生相談コーナー。毎回ゲスト1人の悩み相談に焦点をあて、各コメンテーター陣らが助言を行う。バラパラ枠時代は第20回、第32回の放送時間拡大スペシャル時のみ行われ、ゴールデン移動後は後述「ランキング」と交互に放送。

### これだけは私に言わせて!ホンマでっか!?ランキング
第40回放送より登場。強烈的なキャラクターを持つ頭脳・博識軍団（コメンテーター陣）がすぐに使えるモノや事をベスト5として順に発表・紹介する。

### 知らないとヤバイ!同じ穴のホンマでっか!?
身の回りにひそむ危険についての情報を、同じジャンルの専門家が集まって語る。このコーナーでは専門家の情報を文字に出すときのBGMが『火曜サスペンス劇場』のテーマ曲をカバーしている。

### もしもの時に役立つホンマでっか!?
”もしも”の時に役立つ情報を評論家陣が紹介するコーナー。

### ホンマでっか!?人間性診断
2011年2月9日放送分「ヘキサはねるホンマ123SP」から登場。複数の芸能人に評論家陣が質問し、その回答から健康の度合いや性格的な問題を判定する。

### 教えてホンマでっか!?
普段の日常生活の中にある“小さな幸せ”を評論家陣の力で実現するコーナー。出演者はさんま、加藤アナウンサー、ブラックマヨネーズ。

### ホンマでっか!?レストラン
スタジオ内に寿司や天ぷらの店のセットを作り、それらを食べながら評論家が、それらの料理に関係する情報を話す。

### ホンマでっか!?運命の人
ゲストの女性が理想とする男性の条件に対し、それを確かめる問題を評論家が出題し、男性陣が答える。最終的に最も多く理想と合致した男性が、ゲストにとっての運命の人となる。

### 禁断の扉
第41回放送より登場。コアな評論家が持つ驚きの情報をさんまとブラックマヨネーズが訪れ紹介してもらう。

### 3つの行動で人格を見抜け ホンマでっか!?アクション
評論家がゲストに3つの行為をさせる。その結果によりゲストの人間性を判定する。

### 研究一筋!!○○学部の㊙常識ホンマでっか!?
2014年5月7日放送分から登場。一般人に縁が遠い学部で日本屈指の研究者を招き、知ったらちょっとうれしくなるかもしれない情報を穴埋め形式で学ぶ。このコーナーでは専門家の情報を文字に出すときのBGMが「移民の歌」になっている。

### 狭いけど深い!筋金入りホンマでっか!?
前記のコーナーをリニューアルしたもので、さまざまな分野のスペシャリストが最新の研究成果や発明品を紹介する。

### 業界直送!ホンマでっか!?編集長
前記のコーナーと同様で、ある分野に特化した業界専門誌の編集長が業界最新ニュースを紹介する。

### ホンマでっか!?2択診断
2014年10月1日放送分から登場。複数の芸能人が集結して、「結婚相手に選ばれない女(男)」や「ココロ美人な女性」などの挙げたテーマに最も近い芸能人を決めるために、評論家軍団からの2択の質問をされ、AかBに分かれて、全ての質問が終わった時の最終的に残った芸能人で決定する。

### ホンマでっか!?子どもの悩み解決室
2015年6月17日から放送。さんまと評論家1人が子どもから電話での悩み相談を受ける。

### アナタはどっち派?得するホンマでっか!?
2015年11月4日放送分から登場。「朝食はパン?ご飯?」のような、日々選択しているさまざまなことについて、出演者がどちらかを選んだ上で、科学的にはどちらが得なのかを各評論家が発表する。その後、ゲストの持ち込みのテーマについて討論する「ホンマでっか!?どっち派討論会!」になった。　　

### あなたは何タイプ!?ホンマでっか!?タイプ分け診断
矢田部ギルフォード性格検査に基づいて出演者を
- 【カームタイプ】：内向的かつ安定した性格
- 【ディレクタータイプ】：外向的かつ安定した性格
- 【エキセントリックタイプ】：内向的かつ不安定な性格
- 【ブラックリストタイプ】：外向的かつ不安定な性格
- 【アベレージタイプ】：内向的でも外向的でもなく安定でも不安定でもない上記4つのタイプの中間にある性格

の5つのタイプに分類する。

### あれって本当なの?ホンマでっか!?ことわざ辞典
先人の経験と知恵から生まれ、現在まで言い伝えられてきたことわざは本当なのか、各評論家が科学的に分析した事例を発表する。

### 教えて!池田先生!
春休み・夏休みに放送される。池田が子どもたちと動物園でロケをし、動物に関する知識を披露する。

### 日本改造計画　ホンマでっか!?インターナショナル
評論家が全員外国人で、あるテーマについて日本と異なる習慣を紹介する。

### 人生なんとかなる!!どん底ホンマでっか!?
人生のどん底を経験した評論家が、そこから学んだことを披露する。

### ホンマでっか!? BEST BU￥（ベストバイ）
出演者が、自分が買ってよかったものをランキング形式で紹介する。

### 結果にコミット!ホンマでっか!?実験室
あることが苦手な芸能人3人に、評論家が提唱する3種類の独自の方法をそれぞれ1週間実践させて、上達したかどうか検証する。

### ホンマでっか!?まさかの共通点
ある問題を抱えた人たち多数にアンケートをとり、その結果から、問題を引き起こす原因となる共通点を検証する。

### ホンマでっか!?サポートセンター
コールセンターに見立てた評論家たちが、共通のテーマに関する視聴者からの悩みを即解決する。

### ロケ企画
4時間スペシャルや4時間半スペシャルなどの長時間スペシャルのときに放送される番組のロケ企画。番組ヒット祈願を願って、さんま、加藤、ブラックマヨネーズとコメンテーター陣が片道30分〜40分の神社へ向かう。だが、コメンテーター陣は小型の呼び鈴を持たせてあらゆる所で発言するほか、コメンテーター陣やさんまが寄り道するため到着には倍以上の時間がかかってしまうのがお決まり。

### 反省会コーナー
番組収録後にその日の収録分のコメンテーター出演者全員と加藤らで「収録後反省会」が開かれ、第29回から放送されていたが、十数回ほどで放送されなくなった。

## 特別番組
人気4番組合体! ヘキサはねるホンマ!?123 4時間ブチ抜きスペシャル
『クイズ!ヘキサゴンII』と『はねるのトびら』と『ホンマでっか!?TV』と『ザ・ベストハウス123』の4番組が、それぞれの番組の枠を超えてコラボレーションした特別番組。2011年2月9日（水曜日）19:00 - 22:50（JST）に放送。当日は『はねトび』と『ベストハウス』とコラボで放送されたため、ステレオ放送が実施された。視聴率は17%。
ウソでっしゃろ!?TV
2012年9月27日（木曜日）0:35 - 1:35（水曜深夜、JST）に放送された『ホンマでっか!?TV』のスピンオフ・特別編。その後、関西テレビでは10月3日の1:30 - 2:30（JST）など一部のネット局でも放送された。メイン司会はブラックマヨネーズと進行役は高橋真麻（フジテレビアナウンサー）。本家『ホンマでっか!?TV』メイン司会の明石家さんまと加藤綾子（フジテレビアナウンサー）はパネラーに加わった。さんまがパネラーとしてテレビ出演するのは同局の『なるほど!ザ・ワールド』以来約25年ぶり。評論家9人が、10聞けば1ぐらいは答える「ウソでっしゃろ会」として出演。テーマは通常回では放送されないような、内容の怪しいものや性的なものなどだった。後半の「ウソでっしゃろ!?ランキング」はリストラ評論家の砂山が担当した。
さんまでっか!?TV
2015年7月1日（水曜日）19:00 - 23:33（JST）に放送。さんまの60歳を記念して放送された特別番組。番組では大きく分けて二部構成。番組前半は収録となり、さんまとマツコが千葉県で素材を調達してバーベキューをするロケ企画を行い、スタジオで評論家がさんまとマツコの人間性を分析する。番組後半は生放送となり、さんまにゆかりのある人たちが、さんまの行動の異常性を暴露する。ゲストはビートたけし、関根勤、小堺一機、ラサール石井、渡辺正行、今田耕司、岡村隆史、ジミー大西、SMAPなど。SMAPはメンバーの中居正広が司会を務める『ザ!世界仰天ニュース』（日本テレビ、当時の裏番組、現在は火曜日に放送、こちらも当日は19:00 - 22:54の4時間スペシャル）に出演のため、22:55以降に出演した。マツコは『マツコ&有吉の怒り新党』（テレビ朝日、関西地方は後述する今ちゃんの「実は…」放送のため木曜未明0:30 - 1:32 に遅れネット）、今田耕司は関西地方で『今ちゃんの「実は…」』（朝日放送）に出演のため、SMAP登場前に退席した。

## FNS27時間テレビ
同局で毎年1回放送されている夏の長時間特別番組『FNS27時間テレビ』内での1コーナーとして2011年 - 2013年および2016年 - 2018年の計6回にわたり当番組が放送されている（下記参照）。
FNS27時間テレビ めちゃ2デジッてるッ! 笑顔になれなきゃテレビじゃないじゃ〜ん!!
2011年7月23日に番組初の生放送。総合司会はナインティナイン、中居正広（SMAP）。
FNS27時間テレビ 笑っていいとも! 真夏の超団結特大号 徹夜で頑張っちゃってもいいかな?
2012年7月21日生放送。総合司会は森田一義。
FNS27時間テレビ 女子力全開2013 乙女の笑顔が明日をつくる!!
2013年8月3日生放送。総合司会はオアシズ、森三中、椿鬼奴、友近、ハリセンボン、柳原可奈子、渡辺直美。
FNS27時間テレビフェスティバル!
2016年7月23日生放送。明石家さんま、加藤綾子がMCリレーを担当。
FNS27時間テレビ にほんのれきし
2017年9月9日放送。総合司会はビートたけし、キャプテンは村上信五（関ジャニ∞）。
FNS27時間テレビ にほん人は何を食べてきたのか?
2018年9月8日放送。総合司会はビートたけし、キャプテンは村上信五（関ジャニ∞）。

## スタッフ
- 企画：武田誠司（フジテレビ、2025年7月16日 - 、2020年10月7日 - 2021年5月頃と2023年1月11日はCP、以前は演出→監修→一時離脱→2021年5月頃 - 2024年7月10日は企画・CP→2024年7月17日は制作統括→2024年7月24日 - 2025年6月頃まで企画・制作統括）
- ナレーター：堀井真吾
- 構成：海老克哉、田中到、北本かつら、星野さやか、勝木友香
- TP（テクニカルプロデューサー）：高瀬義美（ニューテレス）
- SW（スィッチャー）：池田幸弘（以前はCAM<カメラマン>）
- CAM（カメラマン）：平野真衣
- VE（ビデオエンジニア）：宮本学
- AUD（オーディオ）：加瀬悦史
- 照明：本沢啓史、川田敦史
- 美術プロデューサー：三竹寛典（フジテレビ／フジアール）
- デザイン：棈木陽次（フジテレビ／フジアール）
- 美術進行：林勇（フジアール）
- 大道具：三谷陽介（一時離脱）
- アクリル装飾：伊藤幸枝
- 装飾：百瀬貴弥
- メイク：金子友美（さんま担当）
- スタイリスト：山下貢理子（さんま担当）
- 編集（以前はVTR編集）：水野智史・星野裕也・小口夏樹・浜野康良・小林美善・八木凌・屋ヶ田奏江・田中宏宜（いずれもIMAGICA）
- MA（マルチオーディオ）：中村美来、蒔田謙太郎
- 音効：田中壽一、松山矩之
- CGデザイン：木本禎子（以前はイラスト）
- イラスト制作：小川晴香
- CG：小林美穂、鈴木鉄平（フジテレビ）
- リサーチ：稲津大周（フォーミュレーション）
- 技術協力：ニューテレス、IMAGICA Lab.、J-WORKS、fmt（旧：FLT）、PARK GRAPHICS
- 広報：小山雅浩（フジテレビ）
- TK（タイムキーパー）：星美香（TBG）
- デスク：笹原愛里
- AP（アシスタントプロデューサー）：明石令奈（フジテレビ）、中村倫久（HiHo-TV）
- 制作進行：山脇瞳（2019年9月4日 - ）
- キャスティングプロデューサー：児玉芳郎（フジテレビ）、瓜生夏美・林田直子（いずれもガスコイン・カンパニー、以前はAP）、永瀬琢也（トップシーン、2019年9月4日 - ）
- ディレクター：鈴木剛（VIC）、井上真吾（ガスコイン・カンパニー）、三好良太（フォーミュレーションI.T.S.、以前はAD）、阪口智稀（フジテレビ）、一野瀬開太（ガスコイン・カンパニー）
- プロデューサー：竹岡直弘（フジテレビ、2024年7月17日 - ）
- ゼネラルプロデューサー：渡辺俊介（フジテレビ、2017年10月18日 - ）
- 演出：西田賢（2020年10月7日 - 、以前はディレクター→2019年8月28日まではチーフディレクター→2019年9月4日 - 2020年9月までは総合演出）
- 総合演出：玉野鼓太郎（フジテレビ、2024年7月17日 - 、以前はディレクター→2023年4月19日 - 2024年7月10日は演出）
- チーフプロデューサー：出口敬生（フジテレビ、2024年7月17日 - 、2020年10月7日 - 2024年7月10日は総合演出）
- 制作：フジテレビスタジオ戦略本部第三スタジオ（旧バラエティ制作センター→バラエティ制作部→制作局第二制作センター→編成局制作センター第二制作室→編成制作局制作センター第二制作室→編成制作局バラエティー制作センター→編成総局バラエティ制作局バラエティ制作センター）
- 制作著作：フジテレビ

歴代のスタッフ
- 企画統括：木村剛（フジテレビ、2023年1月11日のみ、以前は演出→一時離脱）
- 構成：今村クニト、金森直哉、加藤正人
- TP（テクニカルプロデューサー）：斉藤伸介
- SW（スィッチャー）：長瀬正人
- CAM（カメラマン）：横山政照（一時離脱）
- VE（ビデオエンジニア）：田畑司
- AUD（オーディオ）：森田篤
- 大道具：市川賢人（以前は装飾）
- 小道具：今村晋也
- 装飾：太田博之
- アクリル装飾：野田誠、相原加奈、谷口航平
- 特殊装置：日下信二
- 編集：岩崎秀徳・酒井康良・一瀬将吾（いずれもIMAGICA）
- MA（マルチオーディオ）：足達健太郎、髙良玄
- マルチ：大高貢、竹内健治
- メイク：古賀友里子（さんま担当）
- イラスト制作：川崎正裕、中川暢子
- CG：久保田幸
- リサーチ：加藤孝宏・飯島克矩・小暮翔（いずれもフォーミュレーション）
- 技術協力：デジデリック
- 編成：大川友也・濱潤・加藤達也（フジテレビ）
- 広報：遠藤恵・山本麻未子・片山正康・手塚朝美・鈴木はるか・瀧澤航一郎・山本麻祐子・高橋慶哉・瀬川エリ・田中奈美・池田綾子（フジテレビ）
- デスク：森次千香子、若林咲子、関下由美子、黒木智子、梅都恵、高橋幸里、藤田ゆきの
- FD（フロアディレクター）：髙橋敦宣
- AP（アシスタントプロデューサー）：稲葉友紀子（スタッフラビ）
- ディレクター：北山幸弘・荒井勇輔（スタッフラビ）、川島晶子・堀川香奈・石川隼・当麻晋三・杉野幹典・田中良樹・加藤武・鈴木善貴（フジテレビ、鈴木→2020年10月7日 - 2024年7月17日、以前はディレクター→2015年7月22日 - 2019年8月28日までは演出、2019年9月4日 - 2020年9月までは総合演出）、大貫翔平、中原芳、穐田章吾（穐田→以前はFD）
- 監修：小松純也（当時フジテレビ）、池田睦也（スタッフラビ）
- プロデューサー：神崎素子・田中美咲・大江菊臣・五十嵐元（フジテレビ、田中→2019年9月4日 - 2021年6月、大江→2020年10月7日 - 2022年8月3日、以前はAP→プロデューサー、2019年7月31日 - 2020年9月まではチーフプロデューサー、五十嵐→2021年7月 - 2024年7月10日）、原島雅之（スタッフラビ）
- チーフプロデューサー：宮道治朗・亀高美智子・中嶋優一（フジテレビ、中嶋→2016年4月13日 - 2019年7月17日）

## ネット局と放送時間
2023年現在、民放のバラエティ番組においては系列外を含めて、放送対象地域が日本全域をカバーしている。

### バラバラ枠（第1回 - 第41回・月曜23時台）
放送時間について、番組当初から安定しておらず、開始時間が変更になることがあった。ただし、さんまは関西ローカルのバラエティ番組『痛快!明石家電視台』（毎日放送）が23:50開始に出演する関係上、23:20開始が限度であった。
また、『SMAP×SMAP』を放送休止した上で拡大スペシャルを行うこともあった。2010年1月11日放送分は番組初の拡大版（90分）が放送され、同年4月5日には21時00分から2時間半スペシャルを放送した。さらに同年7月19日には3回目となる90分スペシャルが放送された。
| 放送局                                                              | 系列                                         | 放送時間                     | 放送期間                       | 備考      |
| ------------------------------------------------------------------- | -------------------------------------------- | ---------------------------- | ------------------------------ | --------- |
| フジテレビ（制作局）をはじめとする フジテレビ系列シングルネット26局 | フジテレビ系列                               | 月曜 23:00 - 23:30（JST）    | 2009年10月19日 - 2010年9月13日 |           |
| 青森テレビ（ATV）                                                   | TBS系列                                      | 月曜 23:50 - 翌0:20          | 2009年10月29日 - 不明          | [ 注 9 ]  |
| テレビ山梨（UTY）                                                   | TBS系列                                      | 金曜 0:35 - 1:05（木曜深夜） | 2009年11月27日（推定） - 不明  |           |
| テレビ山口（tys）                                                   | TBS系列                                      | 金曜 0:47 - 1:17（木曜深夜） | 2010年4月16日 - 不明           | [ 注 10 ] |
| テレビ大分（TOS）                                                   | 日本テレビ系列 フジテレビ系列                | 木曜 0:29 - 0:59（水曜深夜） | 2009年10月31日 - 不明          |           |
| テレビ宮崎（UMK）                                                   | フジテレビ系列 日本テレビ系列 テレビ朝日系列 | 日曜 22:30 - 23:00           | 2009年11月3日 - 不明           | [ 注 11 ] |
| 四国放送（JRT）                                                     | 日本テレビ系列                               | 日曜 13:00 - 13:30           | 2010年7月4日 - 不明            |           |

### ゴールデン枠（第42回 - ・水曜21時台）
2010年10月20日より水曜21時枠に放送時間が変更され、ゴールデンタイム進出となった。同年7月27日の段階でコメンテーターの1人である尾木直樹の公式ブログ にて公表はされていたが、8月30日放送によって正式発表された。
19時および20時スタートの2時間または3時間スペシャル放送では番組末尾6分間がローカルセールス枠のため一部のフジテレビ系列局で放送終了6分前に飛び降りすることがある（2018年3月以前は全局放送時間が統一されていた）。当番組の前座番組がスポーツ中継だった場合、事前枠（今夜の見どころ紹介）が設けられる。その場合もローカルセールス枠となるが、事前枠をネットしない地域はフジテレビの放送開始6分後に飛び乗りとなる（事前枠・本枠ともスポーツ中継延長により放送時間の繰り下げの場合あり）。
| 放送対象地域  | 放送局                    | 系列                                         | 放送曜日・時間     | ネット状況 |
| ------------- | ------------------------- | -------------------------------------------- | ------------------ | ---------- |
| 関東広域圏    | フジテレビ（CX）          | フジテレビ系列                               | 水曜 21:00 - 21:54 | 制作局     |
| 北海道        | 北海道文化放送（uhb）     | フジテレビ系列                               | 水曜 21:00 - 21:54 | 同時ネット |
| 岩手県        | 岩手めんこいテレビ（mit） | フジテレビ系列                               | 水曜 21:00 - 21:54 | 同時ネット |
| 宮城県        | 仙台放送（OX）            | フジテレビ系列                               | 水曜 21:00 - 21:54 | 同時ネット |
| 秋田県        | 秋田テレビ（AKT）         | フジテレビ系列                               | 水曜 21:00 - 21:54 | 同時ネット |
| 山形県        | さくらんぼテレビ（SAY）   | フジテレビ系列                               | 水曜 21:00 - 21:54 | 同時ネット |
| 福島県        | 福島テレビ（FTV）         | フジテレビ系列                               | 水曜 21:00 - 21:54 | 同時ネット |
| 新潟県        | NST新潟総合テレビ（NST）  | フジテレビ系列                               | 水曜 21:00 - 21:54 | 同時ネット |
| 長野県        | 長野放送（NBS）           | フジテレビ系列                               | 水曜 21:00 - 21:54 | 同時ネット |
| 静岡県        | テレビ静岡（SUT）         | フジテレビ系列                               | 水曜 21:00 - 21:54 | 同時ネット |
| 富山県        | 富山テレビ（BBT）         | フジテレビ系列                               | 水曜 21:00 - 21:54 | 同時ネット |
| 石川県        | 石川テレビ（ITC）         | フジテレビ系列                               | 水曜 21:00 - 21:54 | 同時ネット |
| 福井県        | 福井テレビ（FTB）         | フジテレビ系列                               | 水曜 21:00 - 21:54 | 同時ネット |
| 中京広域圏    | 東海テレビ（THK）         | フジテレビ系列                               | 水曜 21:00 - 21:54 | 同時ネット |
| 近畿広域圏    | 関西テレビ（KTV）         | フジテレビ系列                               | 水曜 21:00 - 21:54 | 同時ネット |
| 鳥取県 島根県 | さんいん中央テレビ（TSK） | フジテレビ系列                               | 水曜 21:00 - 21:54 | 同時ネット |
| 岡山県 香川県 | 岡山放送（OHK）           | フジテレビ系列                               | 水曜 21:00 - 21:54 | 同時ネット |
| 広島県        | テレビ新広島（tss）       | フジテレビ系列                               | 水曜 21:00 - 21:54 | 同時ネット |
| 愛媛県        | テレビ愛媛（EBC）         | フジテレビ系列                               | 水曜 21:00 - 21:54 | 同時ネット |
| 高知県        | 高知さんさんテレビ（KSS） | フジテレビ系列                               | 水曜 21:00 - 21:54 | 同時ネット |
| 福岡県        | テレビ西日本（TNC）       | フジテレビ系列                               | 水曜 21:00 - 21:54 | 同時ネット |
| 佐賀県        | サガテレビ（STS）         | フジテレビ系列                               | 水曜 21:00 - 21:54 | 同時ネット |
| 長崎県        | テレビ長崎（KTN）         | フジテレビ系列                               | 水曜 21:00 - 21:54 | 同時ネット |
| 熊本県        | テレビくまもと （TKU）    | フジテレビ系列                               | 水曜 21:00 - 21:54 | 同時ネット |
| 鹿児島県      | 鹿児島テレビ （KTS）      | フジテレビ系列                               | 水曜 21:00 - 21:54 | 同時ネット |
| 沖縄県        | 沖縄テレビ（OTV）         | フジテレビ系列                               | 水曜 21:00 - 21:54 | 同時ネット |
| 宮崎県        | テレビ宮崎（UMK）         | フジテレビ系列 日本テレビ系列 テレビ朝日系列 | 水曜 21:00 - 21:54 | 同時ネット |
| 大分県        | テレビ大分（TOS）         | 日本テレビ系列 フジテレビ系列                | 火曜 13:50 - 14:45 | 遅れネット |
| 青森県        | 青森テレビ（ATV）         | TBS系列                                      | 土曜 13:00 - 13:55 | 遅れネット |
| 山梨県        | テレビ山梨（UTY）         | TBS系列                                      | 土曜 16:00 - 16:54 | 遅れネット |
| 山口県        | テレビ山口（tys）         | TBS系列                                      | 日曜 12:54 - 13:54 | 遅れネット |

### ウソでっしゃろ!?TV
| 放送対象地域  | 放送局                    | 系列                                         | 放送日時                      | ネット状況 |
| ------------- | ------------------------- | -------------------------------------------- | ----------------------------- | ---------- |
| 関東広域圏    | フジテレビ（CX）          | フジテレビ系列                               | 2012年9月27日 0:35 - 1:35     | 制作局     |
| 宮城県        | 仙台放送（OX）            | フジテレビ系列                               | 2012年9月27日 0:35 - 1:35     | 同時ネット |
| 岡山県 香川県 | 岡山放送（OHK）           | フジテレビ系列                               | 2012年9月27日 0:35 - 1:35     | 同時ネット |
| 福岡県        | テレビ西日本（TNC）       | フジテレビ系列                               | 2012年9月30日 13:00 - 14:00   | 遅れネット |
| 広島県        | テレビ新広島（tss）       | フジテレビ系列                               | 2012年10月2日 0:35 - 1:35     | 遅れネット |
| 岩手県        | 岩手めんこいテレビ（mit） | フジテレビ系列                               | 2012年10月3日 0:40 - 1:40     | 遅れネット |
| 近畿広域圏    | 関西テレビ（KTV）         | フジテレビ系列                               | 2012年10月3日 1:30 - 2:30     | 遅れネット |
| 北海道        | 北海道文化放送（uhb）     | フジテレビ系列                               | 2012年10月3日 1:40 - 2:40     | 遅れネット |
| 青森県        | 青森テレビ（ATV）         | TBS系列                                      | 2012年10月10日 23:50 - 翌0:50 | 遅れネット |
| 秋田県        | 秋田テレビ（AKT）         | フジテレビ系列                               | 2012年10月13日 2:45 - 3:45    | 遅れネット |
| 熊本県        | テレビくまもと（TKU）     | フジテレビ系列                               | 2012年10月14日 1:05 - 2:05    | 遅れネット |
| 新潟県        | 新潟総合テレビ（NST）     | フジテレビ系列                               | 2012年10月17日 1:00 - 2:00    | 遅れネット |
| 宮崎県        | テレビ宮崎（UMK）         | フジテレビ系列 日本テレビ系列 テレビ朝日系列 | 2012年10月17日 1:12 - 2:12    | 遅れネット |
| 長崎県        | テレビ長崎（KTN）         | フジテレビ系列                               | 2012年11月7日 0:45 - 1:45     | 遅れネット |
| 山口県        | テレビ山口（tys）         | TBS系列                                      | 2012年11月18日 12:54 - 13:54  | 遅れネット |